# U-1101
| U-1101                                                                                   | U-1101 | U-1101 |
| ---------------------------------------------------------------------------------------- | --- | --- |
| U 1101                                                                                   | | |
|                                                                                          | | |
| Зображення підводного човна підтипу VIIC                                                 | | |
| Верф                                                                                     | Nordseewerke, Емден                                                                                                | Nordseewerke, Емден                                                                                                |
| Під прапором                                                                             | Третій Рейх | Третій Рейх |
| Належність                                                                               | Крігсмаріне | Крігсмаріне |
| Порт приписки                                                                            | Вільгельмсгафен | Вільгельмсгафен |
| Замовлення                                                                               | 5 червня 1941 | 5 червня 1941 |
| Закладений                                                                               | 18 березня 1943 | 18 березня 1943 |
| Спуск на воду                                                                            | 13 вересня 1943 | 13 вересня 1943 |
| Введений до складу флоту                                                                 | 10 листопада 1943                                                                                                  | 10 листопада 1943                                                                                                  |
| На службі                                                                                | 1943—1945 | 1943—1945 |
| Загибель                                                                                 | 5 травня 1945 року затоплений у бухті Гельтінга                                                                    | 5 травня 1945 року затоплений у бухті Гельтінга                                                                    |
| Сучасний статус                                                                          | розібраний на брухт                                                                                                | розібраний на брухт                                                                                                |
| Бойовий досвід                                                                           | Друга світова війна                                                                                                | Друга світова війна                                                                                                |
| Проєкт                                                                                   | | |
| Тип ПЧ                                                                                   | середній торпедний ДПЧ                                                                                             | середній торпедний ДПЧ                                                                                             |
| Вартість                                                                                 | 4 714 000 ℛℳ | 4 714 000 ℛℳ |
| Основні характеристики                                                                   | | |
| Швидкість (надводна)                                                                     | 17,9 вузла | 17,9 вузла |
| Швидкість (підводна)                                                                     | 8 вузлів | 8 вузлів |
| Робоча глибина занурення                                                                 | 100 м | 100 м |
| Гранична глибина занурення                                                               | 220 м | 220 м |
| Автономність плавання                                                                    | 135—174 км на швидкості 4 вузли (в підводному положенні) 11 470 км на швидкості 10 вузлів (у надводному положенні) | 135—174 км на швидкості 4 вузли (в підводному положенні) 11 470 км на швидкості 10 вузлів (у надводному положенні) |
| Екіпаж                                                                                   | 44—60 осіб | 44—60 осіб |
| Розміри                                                                                  | | |
| Довжина найбільша (по КВЛ)                                                               | 67,1 м | 67,1 м |
| Ширина корпусу найб.                                                                     | 6,2 м | 6,2 м |
| Висота                                                                                   | 9,6 м | 9,6 м |
| Середня осадка (по КВЛ)                                                                  | 4,74 м | 4,74 м |
| Водотоннажність надводна                                                                 | 769 т | 769 т |
| Силова установка                                                                         | | |
| дизель-електрична; 2 дизельних двигуни MAN M 6 V 40/46, 2 електродвигуни BBC GG UB 720/8 | | |
| Гвинти                                                                                   | 2 | 2 |
| Потужність                                                                               | 2 × 2100—2310 к.с. (дизелі) 2 × 750 к.с. (електродвигуни)                                                          | 2 × 2100—2310 к.с. (дизелі) 2 × 750 к.с. (електродвигуни)                                                          |
| Озброєння                                                                                | | |
| Артилерія                                                                                | 1 × 88-мм палубна гармата SK C/35                                                                                  | 1 × 88-мм палубна гармата SK C/35                                                                                  |
| Торпедно- мінне озброєння                                                                | 4 носових і один кормовий ТА 14 торпед або 26 мін TMA                                                              | 4 носових і один кормовий ТА 14 торпед або 26 мін TMA                                                              |
| ППО                                                                                      | 1 × 37-мм зенітна гармата Flak M42 2 × 20-мм зенітні гармати FlaK 30                                               | 1 × 37-мм зенітна гармата Flak M42 2 × 20-мм зенітні гармати FlaK 30                                               |

U-1101 — німецький середній підводний човен типу VIIC, що входив до складу Військово-морських сил Третього Рейху за часів Другої світової війни. Закладений 18 березня 1943 року на верфі компанії Nordseewerke в Емдені, спущений на воду 13 вересня 1943 року. 10 листопада 1943 року корабель увійшов до складу 3-ї навчальної флотилії ПЧ ВМС нацистської Німеччини. Єдиним командиром човна був оберлейтенант-цур-зее Рудольф Дюблер.

## Історія
U-1101 належав до німецьких підводних човнів типу VIIC, найчисельнішого типу субмарин Третього Рейху, яких випущено 703 одиниці. Службу розпочав у складі 22-ї флотилія-школи підводних човнів, з 1 березня 1945 року переведений до 31-ї флотилії ПЧ. У бойові походи не виходив, жодного корабля або судна не потопив та не пошкодив.
U-1101 був затоплений у Гелтінзькій затоці поблизу Гельтінга 5 травня 1945 року в рамках операції «Регенбоген». Після війни його уламки підняли й розібрали на брухт.